# Инстантон

Инстантон c центром при

Инстанто́н (англ. instanton, от англ. instant — мгновение) — локализованное во времени (в отличие от солитона — локализованного в пространстве) решение уравнения движения, сформулированного во мнимом времени. Например, задача о движении частицы в двуямном потенциале {\displaystyle V=\lambda (x^{2}-\eta ^{2})^{2}} с минимумами, расположенными в точках {\displaystyle x=\pm \eta }, после выполнения аналитического продолжения {\displaystyle \tau =it} (перехода в мнимое время) приводит к уравнению движения
Решение этого уравнения для двуямного потенциала может быть представлено в следующем виде (см. обзор):
Оно определено от {\displaystyle x(-\infty )=-\eta } до {\displaystyle x(\infty )=\eta }, при этом {\displaystyle \omega ^{2}=8\lambda \eta ^{2}}, {\displaystyle \tau _{0}} — свободный параметр, определяющий «центр» инстантона.